# مالامووکا
مالامووکا (به لاتین: Malamówka) یک روستا در لهستان است که در گمینا ماچییوویتسه واقع شده‌است.